# Givenchy (Unternehmen)

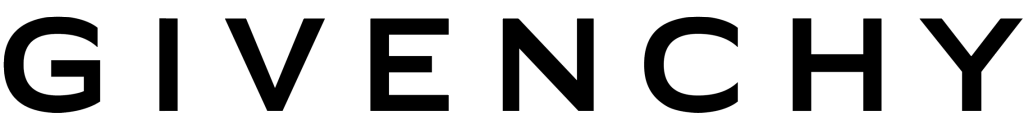

Die Givenchy S.A. [ʒivɑ̃ʃi] mit Sitz in Paris ist ein 1952 von dem französischen Modeschöpfer Hubert de Givenchy gegründetes, international bekanntes Modeunternehmen, das neben luxuriöser Haute-Couture-Mode für Damen auch hochpreisige Prêt-à-porter-Mode, Accessoires sowie Parfüm und Kosmetik, jeweils für Damen und Herren, anbietet. Die Parfümsparte des Hauses, Parfums Givenchy S.A., mit Sitz in Levallois-Perret war 1957 gegründet worden. 
1987 wurde die Parfümsparte und 1988 die Modesparte von LVMH aufgekauft, in deren Besitz sich beide bis heute befinden. Seit 1995 wird Givenchy ohne den Unternehmensgründer geführt.

## Unternehmensgeschichte

### Hubert de Givenchy

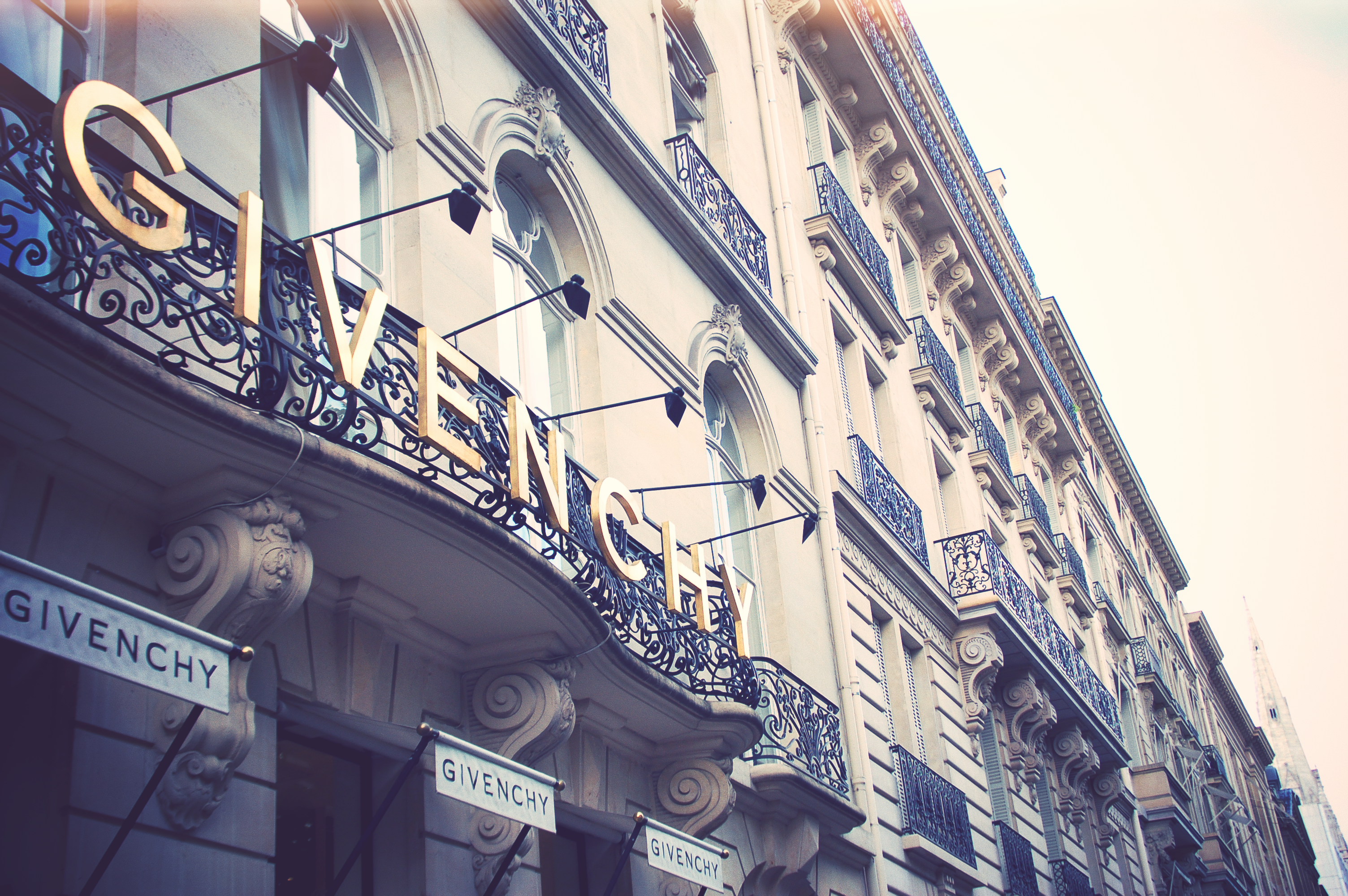
Fassade des Pariser Givenchy-Flagshipstore, 2010

Graf Hubert de Givenchy, der einem französischen Adelsgeschlecht entstammt und deshalb von der Presse als „Aristokrat der Mode“ bezeichnet wurde, gründete nach einigen Jahren der Zusammenarbeit mit anderen französischen Designern – darunter Jacques Fath, Robert Piguet (auf Empfehlung von Christian Dior) und Elsa Schiaparelli – in Paris nahe dem Parc Monceau 1952 seine eigene Modemarke mit Namen Givenchy für exklusive Haute-Couture-Mode. Mit Kombinationen aus weißen Puffärmel-Blusen mit aufgestelltem Kragen (die nach seinem Model Bettina Graziani benannte „Bettina“-Bluse) und schmalen, langen Bleistiftröcken, die er – mangels finanzieller Mittel – aus reiner Baumwolle und anderen wenig edlen Materialien schneiderte, eroberte de Givenchy den exklusiven Pariser Modehimmel. Nach dem ersten Erfolg setzte er edlere Materialien ein, bedruckte diese aber mit für die Haute Couture ungewohnten Motiven wie Früchten, Gemüse oder Tieren. Typisch für Givenchy-Mode waren kräftige, leuchtende Farben und hohe Taillen neben luxuriösen Roben mit Blumenmustern samt übergroßen Hüten und schlicht-eleganten Entwürfen.

Givenchys kleines Schwarzes, von Audrey Hepburn in Frühstück bei Tiffany (1961) getragen

1953 eröffneten Givenchy-Niederlassungen in Zürich, Rom und Buenos Aires. Im selben Jahr lernte de Givenchy die britische Schauspielerin Audrey Hepburn kennen, die für ihn das ideale Modell für seine Mode repräsentierte. Für den damals aufkommenden Film Sabrina (1954), der zum Teil in der besseren Gesellschaft von Paris spielt, hatte Paramount für Hepburn einen Termin bei de Givenchy vereinbart, welcher allerdings zunächst irrtümlicherweise Katharine Hepburn erwartete und erst nach ein paar Anproben von Audrey Hepburn begeistert war. Hepburn bestand bei den Filmstudios in Folge darauf, in ihren Filmen von de Givenchy ausgestattet zu werden, der die zierliche Schauspielerin mit modernen, femininen Silhouetten einkleidete, bspw. in der erwähnten Romantikkomödie Sabrina – daher der „Sabrina“-Ausschnitt an Kleidern, der der Linie des Schlüsselbeins bis an die Schultern folgt –, in Ein süßer Fratz (1957), Frühstück bei Tiffany (1961), Charade (1963) oder Wie klaut man eine Million? (1966). De Givenchy gilt als Miterfinder des Kleinen Schwarzen (ursprünglich von Coco Chanel in den 1920ern ins Leben gerufen). Hepburn trug ein solches Modell in Frühstück bei Tiffany. Das Original-Kleid wurde im Jahr 2006 für 692.000 Euro bei Christie’s in London versteigert. 1956 ließ Hepburn über Hubert de Givenchy verlauten: „Nur in seinen Kleidern fühle ich mich ich selbst.“ Die Zusammenarbeit mit Hepburn, die bis zum Tod der Schauspielerin 1993 andauerte, machte die Marke Givenchy weltbekannt und Hepburn zu einer Stil-Ikone. Zu weiteren prominenten Kundinnen von Givenchy zählten im Laufe der Jahre Jacqueline Kennedy Onassis (trug medienwirksam bei der Beerdigung ihres Mannes 1963 Givenchy), Kaiserin Farah Pahlavi, Grace Kelly, die Herzogin von Windsor, Marlene Dietrich, Greta Garbo, Lauren Bacall, Jeanne Moreau oder Ingrid Bergman. 1953 erschien ein Givenchy-Modell auf der Titelseite des amerikanischen Life-Magazins. 1954 führte Givenchy, wie zu der Zeit kaum ein anderes Haute-Couture-Haus, eine Konfektionslinie für Damen ein, genannt Givenchy Université (1968 umbenannt in Givenchy Nouvelle Boutique).
In den späten 1950er und 1960er Jahren, einer Blütezeit für das Haus Givenchy, orientierte sich de Givenchy mit seiner Mode oftmals an seinem Mentor Cristóbal Balenciaga, den er 1953 in New York City kennengelernt hatte, und präsentierte klassischere, puristischere Modelle. 1954 zog das Givenchy-Atelier in die Pariser Avenue George, in ein Haus gegenüber vom Balenciaga-Stammsitz. Das locker sitzende Sack-Kleid war 1957 eine Erfindung von Givenchy und Balenciaga. 1968 stellte de Givenchy den Japaner Issey Miyake als Design-Assistenten an. Nach Balenciagas Rückzug aus der Modewelt im selben Jahr galt de Givenchy als „König der Haute Couture“. 1973 wurde die Givenchy-Herrenmode, Gentleman Givenchy, lanciert. In den 1970ern wurde das Givenchy-Portfolio schließlich im Lizenzbereich um Schuhe, Schmuck oder Tischwäsche ausgeweitet. Das Haus vergab Mitte der 1980er Jahre an die 180 Lizenzen. 1976 stattete Givenchy sogar die Inneneinrichtung eines Ford Lincoln Continental aus. Die 1970er und 1980er Jahre waren bei Givenchy von zeitlos-damenhaften Entwürfen geprägt, die sich gegenüber den bisweilen wilden Kreationen der anderen Pariser Designer behaupten mussten.

### Parfums Givenchy

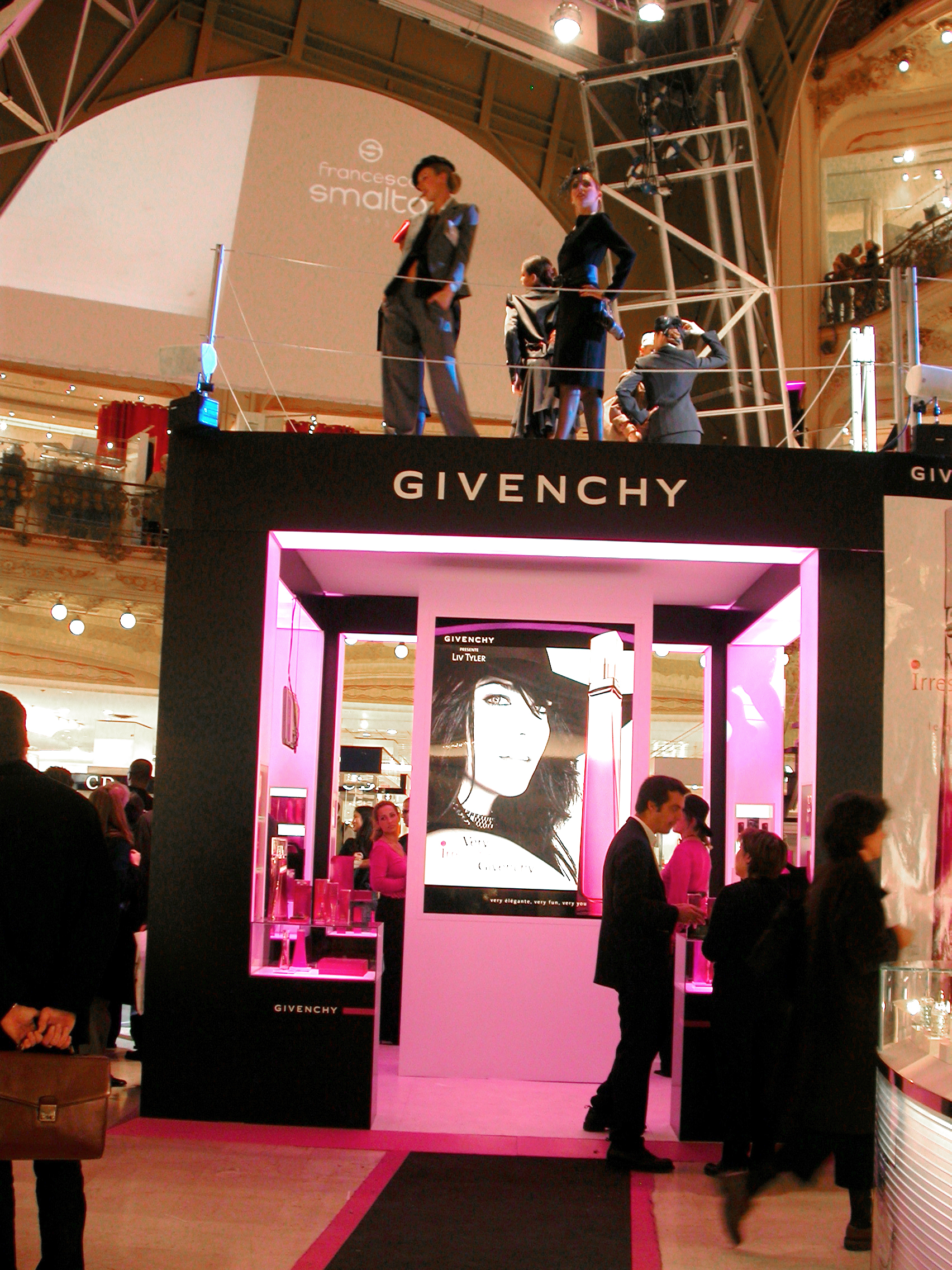
Verkaufsstand der Givenchy-Parfümsparte in den Galeries Lafayette in Paris, 2007

1957 gründete Hubert de Givenchy zusammen mit seinem Bruder Jean Claude de Givenchy (1925–2009) die Parfums Givenchy S.A., deren Vorsitz Jean Claude übernahm. Das erste Parfüm des Hauses, L'Interdit, wurde noch 1957 für Audrey Hepburn von Hubert de Givenchy kreiert und erst einige Jahre später auf den Markt gebracht. Hepburn erschien auch in Werbeanzeigen für Givenchy-Parfüm. Im selben Jahr ging das Damen-Parfüm Le De in den Verkauf; 1959 folgte der erste Herrenduft namens Monsieur de Givenchy. Seither sind zahlreiche Düfte von Givenchy lanciert worden; allein im Jahr 2012 kamen um die zehn neue Kreationen oder Variationen bestehender Düfte in den Handel. Darüber hinaus existieren Make-up- und Kosmetikserien von Parfums Givenchy.

### LVMH
Ende der 1970er Jahre versuchten die Givenchy-Brüder die Parfüm-Sparte aus Gründen des Kapitalbedarfs für die Modesparte zu veräußern, was 1981 mit einem Verkauf an Veuve Clicquot Ponsardin gelang. Veuve Clicquot Ponsardin wiederum – und damit auch Parfums Givenchy – wurde 1987 von LVMH übernommen. LVMH kaufte im Jahr darauf auch die Modesparte von Givenchy. Hubert de Givenchy hatte sein Unternehmen an den Großkonzern LVMH unter der Leitung von Henry Racamier (1912–2003) abgegeben. Dass kurze Zeit später der französische Manager Bernard Arnault an die Spitze von LVMH treten würde, konnte de Givenchy 1988 noch nicht ahnen. Parfums Givenchy stellt in Lizenz auch Parfüm für andere Marken her, so zum Beispiel für die Modemarken Kenzo, die ebenfalls zum LVMH-Konzern gehört, oder Michael Kors.
1995 zog sich Hubert de Givenchy auf Drängen von Bernard Arnault als Chefdesigner von Givenchy zurück und präsentierte im Juli seine letzte Haute-Couture-Kollektion in Paris. Auf ihn folgte Anfang 1996 der Brite John Galliano und nach Gallianos Wechsel zu Dior noch am Ende des gleichen Jahres das ebenfalls britische Enfant terrible der Modeszene, Alexander McQueen. McQueen schuf für Givenchy nahezu jede Saison Kollektionen in ganz anderem Stil, überwarf sich schließlich mit Bernard Arnault und wurde 2001 entlassen. McQueen wurde 2001 durch seinen Landsmann Julien MacDonald ersetzt, der bis 2003 blieb. Von 2003 bis 2006 kreierte der britische Herrenmode-Designer Ozwald Boateng die Männermode bei Givenchy, dessen Kollektionen von der Fachwelt gelobt wurden. Galliano, McQueen und MacDonald hatten mit ihren zum Teil gewagten und inkonsequenten Entwürfen nicht geholfen, die Marke Givenchy als begehrte Luxus-Marke zu re-etablieren. Die Kreationen hatten zwar viel Aufmerksamkeit erzielt, die Verkaufszahlen waren allerdings gesunken. Hubert de Givenchy bezeichnete die Entwürfe von Galliano und McQueen 1999 despektierlich als „das Gegenteil von Schönheit und Eleganz“. Dies änderte sich nach zwei Jahren ohne Damenmode-Chefdesigner erst langsam ab 2005.

### Givenchy heute
Von 2005 bis 2017 trug der anfangs eher unbekannte, italienische Givenchy-Chefdesigner Riccardo Tisci die Verantwortung für die Haute Couture und Prêt-à-porter-Kollektionen für Damen; ab 2008 war er auch für die Herrenmode des Hauses zuständig. Tisci verlieh Givenchy mit seinen von der Presse ab 2007 hoch gelobten Modekollektionen, für die er sich bisweilen von Rock ’n’ Roll und Gothic beeinflussen ließ, neuen Glanz, erweiterte die Accessoire-Kollektion und erschuf unter anderem die populäre Nightingale-Handtasche, Shark-Stiefel mit heruntergeklapptem Umschlag und oftmals Oberteile mit großformatigen Prints. Unter Tisci, der für Givenchy die Nutzung von Social Media vorantrieb, wurde das weltweite Boutiquen-Netzwerk von Givenchy von sieben im Jahr 2005 auf 72 im Jahr 2017 erweitert. 2008 stattete Givenchy die Sängerin Madonna auf ihrer Sticky and Sweet-Tournee mit Kostümen aus. 2009 debütierte die Givenchy Redux-Kollektion für Damen, eine etwas weniger preisintensive Zweitlinie mit Bestseller-Modellen aus vorherigen Saisons. Seit 2010 präsentiert das Haus Givenchy seine Haute-Couture-Modelle nicht mehr während der Modenschauen, sondern in Präsentationen als Salon de Couture für ein ausgesuchtes Publikum. 2014 heiratete Kim Kardashian medienwirksam in einem Givenchy-Brautkleid. Von Anfang 2017 bis April 2020 folgte die ehemalige Chloé-Designerin Clare Waight Keller auf Tisci, die als erste Frau in der Firmengeschichte die Position des Chefdesigners besetzt. Mit dem Entwurf des in der Modebranche als ikonisch geltenden Brautkleids für Meghan Markles Hochzeit mit Prinz Harry verschaffte Waight Keller dem Hause Givenchy große mediale Aufmerksamkeit. Im Juni 2020 übernahm der US-amerikanische Designer Matthew M. Williams den Posten des Chefdesigners.
LVMH veröffentlicht keine Zahlen für die einzelnen Marken des Konzerns, und damit auch nicht für Givenchy, gab in den Jahresberichten für die Geschäftsjahre 2010 und 2011 allerdings an, dass die Umsätze von Givenchy auf das Vorjahr bezogen jeweils zweistellig gestiegen seien („double-digit revenue growth“).